# Schleicher ASK 21
Schleicher ASK 21 je dvoumístný středoplošný kluzák kompozitové konstrukce. 

## Historie
Letoun navrhl německý konstruktér Rudolf Kaiser jako náhradu za starší dvousedadlový ASK 13. První prototyp vzlétl v prosinci 1978 a sériová výroba byla zahájena v roce 1979. V roce 2004 byla představena motorizovaná verze ASK 21 Mi.

## Konstrukce
Trup letounu je tvořen skořepinou ze sklolaminátového sendviče. Křídlo je dvounosníkové a má kompozitovou konstrukci. Při konstrukci byl použit profil FX-S02–196, který přechází do profilu FX 60–126. Potah je vyroben sklolaminátového sendviče s pěnovou výplní. Na horní straně křídla jsou umístěny výsuvné brzdicí klapky. Pevný podvozek je tvořen dvěma koly – hlavní kolo je vybaveno hydraulickou kotoučovou brzdou.

## Specifikace

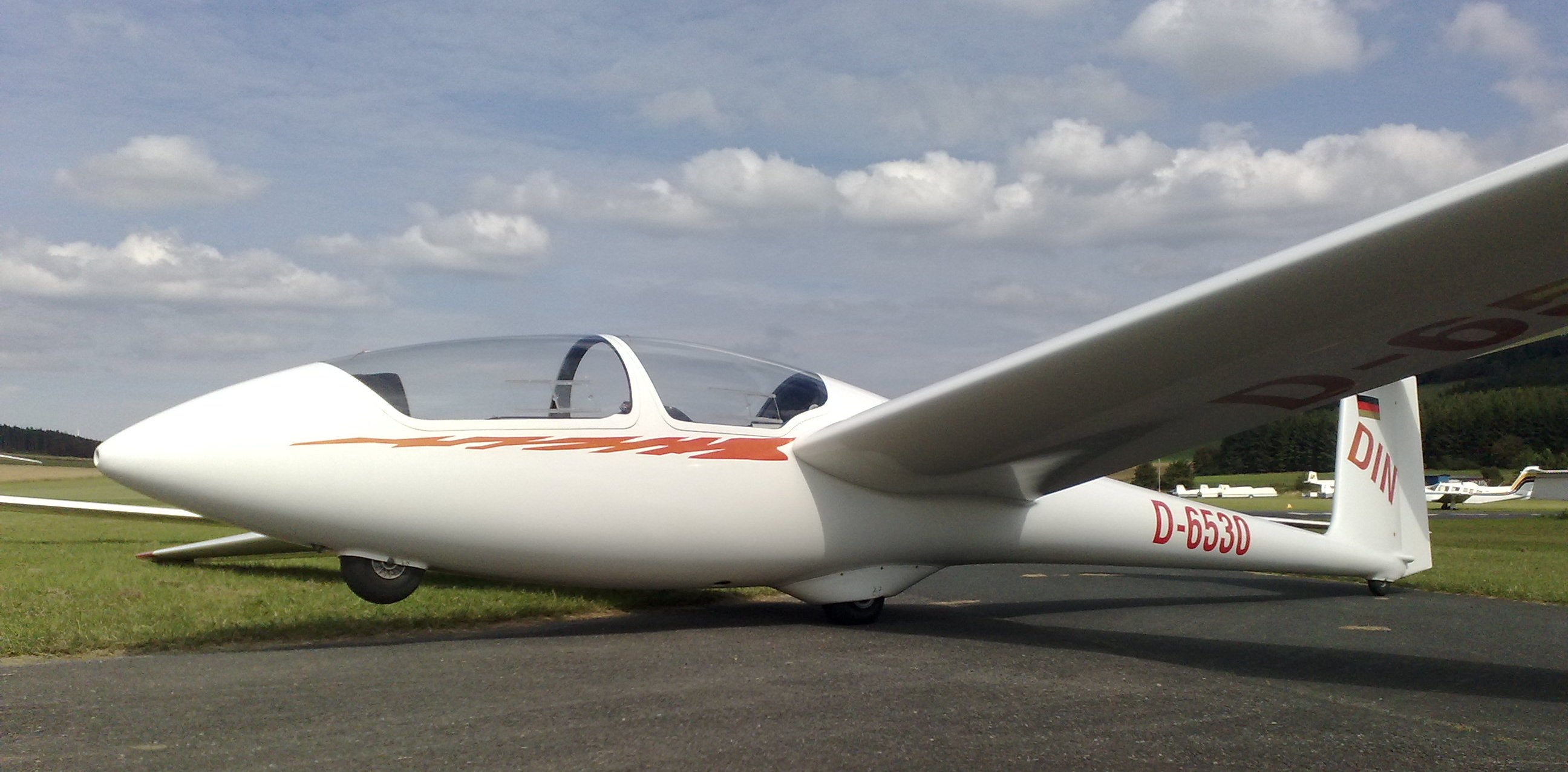
Schleicher ASK 21

### Technické údaje
- Posádka: 2 osoby
- Délka: 8,35 m
- Výška: 1,55 m
- Rozpětí: 17 m
- Plocha křídla: 18 m²
- Prázdná hmotnost: 360 kg
- Maximální vzletová hmotnost: 600 kg
- Štíhlost: 16,06

### Výkony
- Maximální rychlost: 280 km/h
- Klouzavost: 1:33,5